# اچ‌ام‌اس چتم (۱۷۸۸)
اچ‌ام‌اس چتم (۱۷۸۸) (به انگلیسی: HMS Chatham (1788)) یک کشتی بود که طول آن ۸۰ فوت (۲۴٫۴ متر) بود. این کشتی در سال ۱۷۸۸ ساخته شد.